# Caridina panikkari
Caridina panikkari е вид десетоного от семейство Atyidae.

## Разпространение
Видът е разпространен в Индия (Карнатака).